# Inside Story (álbum de Lalaine)
Inside Story es el álbum debut de la cantante y actriz Lalaine. El álbum fue lanzado en unas pocas selectas tiendas, así que entre los fanes es un muy raro producto. En Amazon.com, una copia del CD es vendida por arriba de $150 dólares.. El álbum no tuvo mucho éxito y solo vendió unas cuantas copias.

## Lista de canciones
1. "We Had Something" – 3:48
2. "All Fall Down" – 3:25
3. "Save Myself" – 4:08
4. "You Wish!" – 3:30
5. "Can't Stop" – 2:58
6. "You Know How to Hurt a Girl" – 3:57
7. "True to Me" – 4:42
8. "Shake What You Got" – 3:16
9. "Running in Circles" – 3:58
10. "If You Wanna Rock" – 3:37
11. "Life Is Good" – 4:54

## Sencillos
- 2003: You Wish!